# Online Computer Library Center
Online Computer Library Center (tiếng Việt: Trung tâm Thư viện Máy tính Trực tuyến) viết tắt OCLC là "một tổ chức hợp tác phi lợi nhuận cung cấp dịch vụ thư viện và nghiên cứu dùng máy vi tính dành riêng cho các mục đích công cộng với việc đẩy mạnh tiếp cận thông tin trên toàn thế giới và giảm chi phí thông tin", được thành lập vào ngày 6 tháng 7 năm 1967 với tên gọi Ohio College Library Center (Trung tâm thư viện đại học Ohio). Hơn 27.000 thư viện tại 86 quốc gia và vùng lãnh thổ sử dụng các dịch vụ của OCLC. Tổ chức này được thành lập bởi Fred Kilgour, đặt trụ sở chính đặt tại Dublin, Ohio, Hoa Kỳ.